# بت (فیلم ۲۰۱۵)
بت (انگلیسی: The Idol) فیلمی در ژانر درام و کمدی به کارگردانی هانی ابواسعد است که در سال ۲۰۱۵ منتشر شد. از بازیگران آن می‌توان به نادین لبکی اشاره کرد.